# فرنويشن
فرنويشن (بالألمانية: Werneuchen) هي بلدة ألمانية تقع في براندنبورغ في ألمانيا. يقدر عدد سكانها بـ 7,847 نسمة .

## المدن التوأمة
مدن Dziwnów و Ustronie Morskie هي مدن توأمة لفرنويشن.